# Natação no Campeonato Mundial de Esportes Aquáticos de 2015 - 4x200 m livre feminino
A prova do revezamento 4x200 metros livre feminino da natação no Campeonato Mundial de Esportes Aquáticos de 2015 ocorreu no dia 6 de agosto em Cazã na Rússia.

## Recordes
Antes desta competição, os recordes mundiais e do campeonato nesta prova eram os seguintes:
| Tipo                  | Atleta | Tempo   | Local | Data                |
| --------------------- | ------ | ------- | ----- | ------------------- |
|                       | China  | 7:42.08 | Roma  | 30 de julho de 2009 |
| Recorde do campeonato | China  | 7:42.08 | Roma  | 30 de julho de 2009 |

## Medalhistas
| Ouro | Prata                                                                              | Bronze                                                                             |
| Estados Unidos · Missy Franklin · Leah Smith · Katie McLaughlin · Katie Ledecky · Cierra Runge · Chelsea Chenault · Shannon Vreeland | Itália · Alice Mizzau · Erica Musso · Chiara Masini Luccetti · Federica Pellegrini | China · Qiu Yuhan · Guo Junjun · Zhang Yufei · Shen Duo · Shao Yiwen · Zhang Yuhan |

## Resultados

### Eliminatórias
Esses foram os resultados das eliminatórias.
| Pos. | Bateria | Raia | Nadadoras         | Nacionalidade | Tempo     | Notas            |
| ---- | ------- | ---- | ----------------- | --- | --------- | ---------------- |
| 1    | 2       | 3    | Itália            | Alice Mizzau (1:58.78) Erica Musso (1:58.05) Chiara Masini Luccetti (1:59.08) Federica Pellegrini (1:56.60)              | 7:52.51   | Q                |
| 2    | 1       | 5    | Estados Unidos    | Leah Smith (1:57.52) Cierra Runge (1:58.65) Chelsea Chenault (1:58.04) Shannon Vreeland (1:58.40)                        | 7:52.61   | Q                |
| 3    | 2       | 5    | Austrália         | Bronte Barratt (1:57.67) Jessica Ashwood (1:58.98) Leah Neale (1:57.69) Emma McKeon (1:58.32)                            | 7:52.66   | Q                |
| 4    | 2       | 8    | Suécia            | Louise Hansson (1:58.45) Michelle Coleman (1:58.18) Stina Gardell (2:01.25) Sarah Sjöström (1:55.69)                     | 7:53.57   | Q                |
| 5    | 2       | 2    | China             | Qiu Yuhan (1:56.93) Shao Yiwen (1:59.44) Zhang Yuhan (1:59.67) Guo Junjun (1:58.27)                                      | 7:54.31   | Q                |
| 6    | 2       | 4    | Japão             | Chihiro Igarashi (1:58.52) Rikako Ikee (1:58.86) Sachi Mochida (1:58.36) Tomomi Aoki (1:58.84)                           | 7:54.58   | Q                |
| 7    | 2       | 9    | Reino Unido       | Siobhan-Marie O'Connor (1:58.58) Rebecca Turner (1:58.47) Ellie Faulkner (1:59.21) Hannah Miley (1:58.73)                | 7:54.99   | Q                |
| 8    | 2       | 7    | França            | Charlotte Bonnet (1:57.33) Coralie Balmy (1:57.36) Margaux Fabre (1:59.93) Ophélie-Cyrielle Étienne (2:00.46)            | 7:55.08   | Q                |
| 9    | 1       | 6    | Rússia            | Viktoriya Andreyeva (1:58.84) Veronika Popova (1:57.75) Arina Openysheva (1:59.11) Daria Mullakaeva (1:59.49)            | 7:55.19   |                  |
| 10   | 1       | 0    | Predefinição:FBRA | Manuella Lyrio (1:58.72) Jéssica Cavalheiro (1:59.64) Joanna Maranhão (1:59.57) Larissa Oliveira (1:59.22)               | 7:57.15   |                  |
| 11   | 1       | 1    | Canadá            | Katerine Savard (1:59.63) Alyson Ackman (1:59.43) Emily Overholt (1:58.62) Kennedy Goss (1:59.63)                        | 7:57.31   |                  |
| 12   | 1       | 4    | Alemanha          | Alexandra Wenk (2:01.21) Annika Bruhn (1:59.67) Marlene Huther (2:00.99) Johanna Friedrich (1:59.61)                     | 8:01.48   |                  |
| 13   | 1       | 7    | Áustria           | Lisa Zaiser (2:00.69) Claudia Hufnagl (2:00.82) Jördis Steinegger (2:00.58) Lena Kreundl (2:03.14)                       | 8:05.23   |                  |
| 14   | 2       | 6    | Hong Kong         | Camille Cheng (2:00.79) Stephanie Au (2:03.30) Sze Hang Yu (2:01.65) Siobhan Haughey (2:00.77)                           | 8:06.51   |                  |
| 15   | 2       | 0    | Suíça             | Danielle Villars (2:02.69) Noemi Girardet (2:00.77) Martina van Berkel (2:03.26) Maria Ugolkova (2:01.87)                | 8:08.59   | Recorde nacional |
| 16   | 1       | 3    | Colômbia          | Jessica Camposano (2:04.24) Isabella Arcila (2:06.47) Carolina Colorado Henao (2:04.56) Maria Alvarez Pugliese (2:03.77) | 8:19.04   |                  |
| 17   | 1       | 2    | Turquia           | Gizem Bozkurt (2:03.04) Ekaterina Avramova (2:07.25) Halime Zülal Zeren (2:07.55) Merve Eroglu (2:06.55)                 | 8.24.39   |                  |
| 18   | 2       | 1    | Singapura         | Quah Ting Wen (2:03.17) Amanda Lim (2:06.73) Marina Chan (2:09.02) Rachel Tseng (2:05.68)                                | 8:24.60   |                  |
| 19   | 1       | 8    | Hungria           | | 9:99.99 ! | DNS              |

### Final
Esse foi o resultado da final.
| Pos.              | Raia | Nacionalidade  | Nadadoras                                                                                                   | Tempo   | Notas            |
| ----------------- | ---- | -------------- | --- | ------- | ---------------- |
| Medalha de ouro   | 5    | Estados Unidos | Missy Franklin (1:55.95) Leah Smith (1:56.86) Katie McLaughlin (1:56.92) Katie Ledecky (1:55.64)            | 7:45.37 |                  |
| Medalha de prata  | 4    | Itália         | Alice Mizzau (1:57.50) Erica Musso (1:58.66) Chiara Masini Luccetti (1:57.52) Federica Pellegrini (1:54.73) | 7:48.41 |                  |
| Medalha de bronze | 2    | China          | Qiu Yuhan (1:56.88) Guo Junjun (1:57.55) Zhang Yufei (1:58.73) Shen Duo (1:55.94)                           | 7:49.10 |                  |
| 4                 | 6    | Suécia         | Sarah Sjöström (1:54.31) Louise Hansson (1:57.72) Michelle Coleman (1:57.36) Ida Marko-Varga (2:00.85)      | 7:50.24 | Recorde nacional |
| 5                 | 1    | Reino Unido    | Siobhan-Marie O'Connor (1:57.78) Jazmin Carlin (1:56.35) Rebecca Turner (1:58.28) Hannah Miley (1:58.19)    | 7:50.60 |                  |
| 6                 | 3    | Austrália      | Bronte Barratt (1:58.14) Jessica Ashwood (1:58.32) Leah Neale (1:58.29) Emma McKeon (1:56.27)               | 7:51.02 |                  |
| 7                 | 7    | Japão          | Chihiro Igarashi (1:58.20) Rikako Ikee (1:57.70) Sachi Mochida (1:59.16) Tomomi Aoki (1:59.56)              | 7:54.62 |                  |
| 8                 | 8    | França         | Charlotte Bonnet (1:58.15) Coralie Balmy (1:57.59) Cloé Hache (1:59.76) Margaux Fabre (2:00.48)             | 7.55.98 |                  |

Legenda
| Recorde mundial       | Recorde mundial (World record)               |                       | Recorde africano                      | Recorde africano (African) |                                           | Q | Classificado por posição (Qualified) |
| Recorde do campeonato | Recorde do campeonato (Championship record)  | Recorde da América    | Recorde da América (Americas)         | q                          | Classificado por melhor tempo (Qualified) |   |                                      |
| Melhor marca do ano   | Melhor marca do ano (World leading)          | Recorde asiático      | Recorde asiático (Asian)              | DNS                        | Não largou (Did not start)                |   |                                      |
| Recorde nacional      | Recorde nacional (National record)           | Recorde europeu       | Recorde europeu (European)            | DNF                        | Não terminou (Did not finish)             |   |                                      |
| Recorde pessoal       | Recorde pessoal do atleta (Personal best)    | Recorde da Oceania    | Recorde da Oceania (Oceania)          | DSQ / DQ                   | Desclassificado (Disqualified)            |   |                                      |
| Recorde da temporada  | Recorde da temporada do atleta (Season best) | Recorde sul-americano | Recorde sul-americano (South America) | NM                         | Sem marca (No mark)                       |   |                                      |